# Зодиак (филм)
„Зодиак“ (на английски: Zodiac) е трилър на Дейвид Финчър, премиерата е на 2 март 2007 г. Филмът е по реални събития за разследване на сериен убиец в Сан Франциско, извършил 37 убийства за 12 години през 60-те и 70-те години. Представен е на филмовия фестивала в Кан през 2007 г.

## Актьорски състав
| Актьор               | Роля                                                                                     |
| -------------------- | ---------------------------------------------------------------------------------------- |
| Джейк Джилънхол      | Робърт Грейсмит – криминален писател                                                     |
| Марк Ръфало          | Дейв Тоши – главен следовател по случая със серийния убиец „Зодиак“                      |
| Робърт Дауни Джуниър | Пол Ейвъри – журналист                                                                   |
| Антъни Едуардс       | инспектор Бил Армстронг                                                                  |
| Брайън Кокс          | Мелвин Бели – известен адвокат, писател и актьор                                         |
| Елиас Котеас         | сержант Джак Муланакс                                                                    |
| Донал Лоуг           | капитан Кен Нарлоу                                                                       |
| Джон Карол Линч      | Артър Лий Алън – заподозрян, който се смята за „Зодиак“                                  |
| Дърмът Мълроуни      | капитан Марти Лий                                                                        |
| Клоуи Севъни         | Мелани Грейсмит                                                                          |
| Джон Тери            | Чарлз Тиериот                                                                            |
| Филип Бейкър Хол     | Шерууд Морил                                                                             |
| Джун Даян Рафаел     | Карол Тоши                                                                               |
| Сиара Мориарти       | Дарлийн Ферин                                                                            |
| Адам Голдбърг        | Дъфи Дженингс                                                                            |
| Том Верика           | Джим Дънбар – програмен директор на американско радио, водещ на токшоу и водещ на новини |
| Лий Норис            | Майк Маго                                                                                |
| Джими Симпсън        | по-възрастния Майк Маго                                                                  |
| Зак Грение           | Мел Николай                                                                              |
| Джоел Бисонет        | инспектор Краке                                                                          |
| Джеймс ЛеГрос        | детектив Джордж Баварт                                                                   |
| Джон Гец             | Темпълтън Пек                                                                            |
| Джон Махън           | капитан Жилет                                                                            |
| Мат Уинстън          | Джон Алън                                                                                |
| Жул Бруф             | Катрин Алън                                                                              |
| Джон Енис            | Тери Паскоу                                                                              |
| Патрик Скот Люис     | Браян Хартнел                                                                            |
| Пел Джеймс           | Сесилия Шепърд                                                                           |
| Чарлз Флейшер        | Боб Вон                                                                                  |
| Клеа Дювал           | Линда дел Буоно                                                                          |
| Закари Зауерс        | Арън Грейсмит                                                                            |
| Мика Зауерс          | Дейвид Грейсмит                                                                          |
| Пол Шулце            | Санди Панзарела                                                                          |
| Джон Хемфил          | Доналд Чейни                                                                             |
| Ед Сетракян          | Ал Хайман                                                                                |